# BACK STREETS OF TOKYO
『BACK STREETS OF TOKYO』（バック・ストリーツ・オブ・トーキョー）は、ブライアン・セッツァーが布袋寅泰とのコラボレーションのために作った楽曲。

## 概要
布袋のコラボレーション企画第2弾にあたる。“BRIAN SETZER vs HOTEI”名義で2006年8月23日、東芝EMIから1曲入の税込600円で発売。
作者のセッツァーは「リフより先にメロディーがあった」と語り、セッツァーの娘がそれを気に入って「ちゃんと曲にした方がいいわ」と言ったことから、曲を完成させることにした。本作タイトルは、セッツァーが布袋と共に六本木の裏道へ行った思い出が元になっている。
セッツァーのアルバム『13』（2006年10月18日発売）と布袋のアルバム『SOUL SESSIONS』（2006年12月6日発売）の両方に収録された。

## 収録曲
| #         | タイトル                  | 作詞         | 作曲         | 時間 |
| --------- | ------------------------- | ------------ | ------------ | ---- |
| 1.        | 「BACK STREETS OF TOKYO」 | BRIAN SETZER | BRIAN SETZER | 4:48 |
| 合計時間: | 合計時間:                 | 合計時間:    | 合計時間:    | 4:48 |

## 曲解説
1. BACK STREETS OF TOKYO
布袋が出演したサッポロビール「Slims」コマーシャル・ソング。ビート・ロック風に仕上がったこの楽曲はCMで間奏の一部を流した。